# 1976年冬季残疾人奥林匹克运动会比利时代表团
1976年冬季残疾人奥林匹克运动会比利时代表团是比利时派出的1976年冬季残疾人奥林匹克运动会代表团。未获得奖牌。